# 舊金山中華總會館撤旗案
舊金山中華總會館撤旗案是舊金山駐美中華總會館內部親中華民國商董（由中華民國政府僑務委員會支持）與親共商董間的衝突，起因是中華總會館親共商董企圖撤下懸掛於會館已有百年歷史的中華民國國旗，引發雙方的爭訟，最終美國舊金山高等法院判決親中華民國商董勝訴。

## 背景
中華總會館採商董制，商董由旗下七大會館直接選派，寧陽總會館27名，肇慶總會館8名，合和總會館6名，岡州總會館5名，陽和總會館5名，三邑總會館3名，人和總會館1名，共55名商董。七大會館的主席組成主席團，以總董為主席團主席。總董每兩個月輪值一次，寧陽總會館主席擔任一二、五六、九十月主席，其餘則由另六大會館輪流擔任。
中華總會館與中華民國政府、中國國民黨淵源頗深，會館上方懸掛中華民國國旗，是長久以來不變的事實。
1990年代，中國大陸移民大舉赴美，中國大陸新移民的人數超越了與中華民國政府友好的老僑（大多是清末時從廣東省移民至美國的華人）、臺僑。由於部分中國大陸新移民立場親共，因此美國各僑社昔日對中華民國政府忠貞不二的立場開始動搖，位於舊金山、與中華民國政府之間有深厚感情的駐美中華總會館，旗下的陽和總會館、三邑總會館及人和總會館已撤下中華民國國旗，改掛中華人民共和國國旗。

## 大事記
- 2013年5月25日，中華總會館時任輪值總董黃榮達（由寧陽會館主席身分出任）在投票贊成的商董人數未超過半數的情況下，通過了撤下青天白日滿地紅旗（中華民國國旗）的動議。肇慶會館商董周達昌、關宗魯及張耀廷認為撤旗案不符合總會館的章程規定，提出訴訟。
- 2015年11月20日，開庭審訊時，被告黃榮達面對原告律師發問，不得不承認他「2014年成為了中共的官員（official），負責管理整個舊金山的僑務」。
- 2016年6月10日，舊金山高等法院登出了初步判決理由書，認為當時中華總會館的黃榮達以總董身分撤旗動議違反章程，初步判定原告勝訴。[2][3][4]
- 親共人士对2016年舊金山高等法院判决不服，从而提出上诉。美国加州上诉法院2019年2月25日做出最终判决，要求旧金山驻美中华总会馆必须把被移除的中华民国国旗回复到撤旗前的状态[5]。